# Meteorona
Meteorona is een geslacht van neteldieren uit de familie van de Chiropsellidae.

## Soort
- Meteorona kishinouyei Toshino, Miyake & Shibata, 2015